# Технологічний інститут Східноукраїнського національного університету імені Володимира Даля
Технологічний інститут Східноукраїнського національного університету імені Володимира Даля (м. Сєвєродонецьк) (англ. Technological Institute of East Ukraine Volodymyr Dahl National University (Severodonetsk), рос. Технологический институт Восточноукраинского национального университета имени Владимира Даля (г. Северодонецк)) — вищий навчальний заклад IV рівня акредитації, структурний підрозділ Східноукраїнського національного університету імені Володимира Даля (м. Луганськ), розташований у м. Сєвєродонецьк, Луганської області.
Інстутут структурно складається з двох факультетів: комп'ютерних технологій та хімічної інженерії.
Інститут здійснює підготовку фахівців за 12 спеціальностями (з них 9 акредитовано за IV рівнем та 3 за III рівнем акредитації). Підготовка здійснюється за денною і заочною формою.

## Історія
Датою створення Технологічного інституту СНУ ім. В Даля є 2 червня 1994 року. Але історія фактичної появи попередників інституту значно глибша.
За ініціативою керівництва Лисичанського хімічного комбінату у 1957 році в м. Сєвєродонецьку були сформовані групи студентів-заочників Харківського політехнічного інституту та Дніпропетровського хіміко-технологічного інституту. На базі цих груп було заснований спочатку опорний пункт, а потім навчально-консультаційний пункт Українського заочного політехнічного інституту. В 1959 році на базі навчально-консультаційного пункту створюється Рубіжанський загальнотехнічний факультет Харківського політехнічного інституту з вечірньою та заочною формами навчання.
В 1963 році загальнотехнічний факультет Харківського політехнічного інституту стає Рубіжанською філією Харківського політехнічного інституту з двома факультетами. В 1965 році хімічний факультет розділено на два: хіміко-технологічний і механічний.Згодом кафедра хімії та хімічних технологій поділена на три кафедри.
В 1969 році загальнотехнічний факультет у м. Сєвєродонецьку реорганізовано в два факультети: заочний факультет і загальнотехнічний факультет. Рубіжанська філія Харківського політехнічного інституту підпорядковується Ворошиловградському машинобудівному інституту.
У 1973 році загальнотехнічний факультет у м. Сєвєродонецьку перейменовується у вечірній факультет, на якому щорічно навчалося понад дві тисячі студентів за п'ятьма спеціальностями. В 1984 році зі складу вечірнього факультету виділиться факультет обчислювальних комплексів та систем, який підпорядкують Харківському інституту радіоелектроніки.
Рубіжанський філіал Ворошиловградського машинобудівного інституту знову перетворений у Рубіжанський філіал Дніпропетровського хіміко-технологічного інституту (РФ ДХТІ).
У 1993 році Рубіжанський філіал Дніпропетровського хіміко-технологічного інституту та Сєвєродонецький факультет обчислювальних комплексів і систем Харківському інституту радіоелектроніки були об'єднані в Сєвєродонецький філіал, який структурно ввійшов у Східноукраїнський державний університет .
З 2 червня 1994 р. Сєвєродонецький філіал Східноукраїнського державного університету (СУДУ) перетворений у Сєвєродонецький технологічний інститут Східноукраїнського державного університету .
У 1996 році інститут пройшов Державну атестацію на право провадження освітньої діяльності, пов'язаної з наданням вищої освіти на рівні кваліфікаційних вимог спеціаліста, магістра (в т.ч. іноземних громадян).
У 2007 році Сєвєродонецький технологічний інститут Східноукраїнського національного університету імені Володимира Даля перейменований у Технологічний інститут Східноукраїнського національного університету імені Володимира Даля (м. Сєвєродонецьк).

## Структурні підрозділи інституту

### Факультет хімічної інженерії
Факультет хімічної інженерії є основним підрозділом інституту, підпорядкованим директору і здійснює навчально-виховний процес підготовки фахівців за денною та заочною формами навчання, керівництво навчально-методичною, виховною і науково-дослідною роботою кафедр, які безпосередньо підпорядковані факультету.
Для підготовки фахівців факультет має професорсько-викладацький склад (68 oci6), до якого входять 9 професорів, докторів наук, 26 кандидатів наук, 6 магістрів.
До складу факультету входять 6 кафедр:
- Кафедра загальної та фізичної хімії (заснована у 1994 році на базі кафедр загальної хімії та фізичної хімії, які були створені у 1968 році у складі Рубіжанської філії Харківського політехнічного інституту). Очолює кафедру доцент, кандидат технічних наук Заіка Р.Г.
- Кафедра "Технології органічних речовин, палива та полімерів" (заснована у 1988 році). На сьогоднішній день на кафедрі працюють 2 професори (доктори наук), 5 доцентів (кандидати наук), 1 старший викладач (кандидат наук). Завідувач кафедри доктор хімічних наук, професор Тюпало М.Ф.
- Кафедра "Технології неорганічних речовин та екології" (заснована у 1963 році). Кафедру очолює кандидат технічних наук, доцент Суворін О.В.
- Кафедра "Економіка підприємства" (заснована у 1977 році). Кафедру очолює кандидат економічних наук, доцент Шевцова Г.З.
- Кафедра машинознаства та фізики (створена у 2012 році). Кафедру очолює доктор технічних наук, Архіпов О.Г.
- Кафедра "Обладнання хімічних підприємств" (заснована у 1962 році). Кафедру очолює кандидат технічних наук, доцент Барвін О.І.

### Факультет комп'ютерних технологій
- Кафедра Комп’ютерної інженерії (Завідувач кафедри і декан факультету, к.т.н.,доцент Рязанцев Олександр Іванович).
- Кафедра Електронних апаратів (завідувач кафедри доцент, к.т.н. Хіль М.І.)
- Кафедра Гуманітарних наук та української мови (Завідувач кафедрою Ополонін Анатолій Михайлович, к.ф.н., доцент).
- Кафедра Комп'ютерно-інтегрованих систем управління (Завідувач кафедрою Стенцель Йосип Іванович, д.т.н., професор).
- Кафедра Вищої та прикладної математики (Завідувач кафедрою Поркуян Ольга Вікторівна, д.т.н., професор).

## Матеріально-технічна база інституту
3 навчальні корпуси, бібліотека (близько 240 тис. томів), 6 спеціалізованих комп'ютерних класів. Інститут має гуртожиток, 3 кафе. Навчальний заклад володіє стадіоном, орендує спеціалізовані спортивні зали, басейн, профілакторій.

## Інше
Команда КВК університету — переможець східноукраїнської ліги сезону 2001 р., учасник фестивалю команд КВК у м. Сочі (2002 р.)